# Vyšné Ladičkovce
Vyšné Ladičkovce est un village de Slovaquie situé dans la région de Prešov.

## Histoire
Première mention écrite du village en 1427.

## Démographie

### Évolution de la population
| Année:               | 1994. | 2004.   | 2014.    | 2024.    |
| -------------------- | ----- | ------- | -------- | -------- |
| Nombre de personnes: | 262   | 236     | 206      | 180      |
| Différence:          |       | -9,92 % | -12,71 % | -12,62 % |

| Année:               | 2023. | 2024.   |
| -------------------- | ----- | ------- |
| Nombre de personnes: | 184   | 180     |
| Différence:          |       | -2,17 % |